# Augment (lingüística)
|  | Per a altres significats, vegeu «Augment (desambiguació)». |

A la lingüística, un augment és una síl·laba afegida a l'inici d'una paraula a certes llengües indoeuropees, en particular al grec, l'armeni i les llengües indoiranianes com ara el sànscrit, per formar el temps passat.

## Llengües indoreuropees
La lingüística històrica no té certesa sobre si l'augment és una característica que es va afegir a aquestes branques de l'indoeuropeu, o si l'augment estava present a la llengua inicial i es va perdre a totes les altres branques (vegeu també llengua protogrega).

### Grec

#### Grec antic
Al grec antic, el verb λέγω légo “jo dic” té l'aorist ἔλεξα élexa "jo vaig dir”. La ε e inicial és l'augment. Quan això va abans d'una consonant, s'anomena l'«augment sil·làbic», perquè afegeix una síl·laba. A vegades l'augment sil·làbic apareix abans de la vocal, perquè la consonant inicial de l'arrel verbal (generalment digamma) es va perdre.* *έ-ϝιδον → (pèrdua de digamma) *ἔιδον → (sinèresi) εἶδον
Quan l'augment s'afegeix abans d'una vocal, l'augment i la vocal formen una contracció, i la vocal esdevé llarga: akoúō "Jo escolto", ḗkousa "Jo vaig escoltar". Això s'anomena a vegades l'«augment temporal», atès que incrementa el temps que cal per pronunciar la vocal.

#### Grec homèric
A Homer, tant el temps passat aorist com l'imperfecte dels verbs van aparèixer ambdós amb un augment i sense.
- ὣς φάτο — ὣς ἔφατο
hṑs pháto — hṑs éphato
«així ell/ella van dir»
- ἦμος δ᾿ ἠριγένεια φάνη ῥοδοδάκτυλος Ἠώς,
êmos d' ērigéneia phánē rhododáktulos Ēṓs,
«I quan l'aurora de rosats dits va aparèixer, prematurament nascuda.»

#### Grec modern
L'augment sil·làbic no accentuat va desaparèixer durant el període romà d'Orient com a resultat de la pèrdua de les síl·labes inicials àtones. Tot i així, els augments sil·làbics accentuats van continuar apareixent. Així, l'antic ἔλυσα, ἐλύσαμεν "Jo vaig afluixar, nosaltres vam afluixar" correspon al έλυσα, λύσαμε modern.
 L'augment temporal no va sobreviure al vernacular, cosa que deixa la vocal inicial inalterada: Antic ἀγαπῶ, ἠγάπησα "Jo estimo, jo vaig estimar", modern αγαπώ, αγάπησα.

### Sànscrit
La gramàtica del sànscrit tenia l'augment अ- / a-, com a prefix per als verbs en passat (aorist i imperfecte).

| arrel    | present         | aorist        | imperfecte       | Català |
| -------- | --------------- | ------------- | ---------------- | ------ |
| ध / dhã  | दधति / dadhãti   | अधत् / adhãt   | अदधत् / adadhãt   | posa   |
| गम् / gam | गच्छति / gacchati | अगमत् / agamat | अगच्छत् / agacchat | anar   |

### Altres
- El frigi sembla que havia tingut un augment.
- L'armeni clàssic tenia un augment[6] en la forma de e-.
- El yagnobi, una llengua iraniana oriental parlada a Tadjikistan, té un augment.[7]

## Llengües no indoeuropees
El terme s'ha estès per descriure característiques semblants a llengües no indoreuropees.
Al nàhuatl, el prefix perfecte ō- s'anomena un augment.
A alguns llengües bantus tal com el zulu, el terma «augment» refereix a la vocal inicial d'un prefix de classe de substantiu, com ara (al zulu) umu-, ama-. Aquesta vocal pot estar present o absent d'acord amb les regles gramaticals.